# Prašne uši
Prašne uši (znanstveno ime Psocoptera, grško psokos - zdrgnjen, prežvečen + pteron - krilo) so razmeroma majhen red žuželk z nekaj več kot 5500 opisanimi vrstami, velik del katerih so odkrili v zadnjih letih. V nasprotju z zajedavskimi ušmi niso zajedavci.
Latinsko ime ni povsem ustrezno in je bilo predmet mnogih kritik, saj predpona »psokos« nima nobene zveze s krili in si ga lahko napačno razlagamo kot »žuželke s prežvečenimi krili«. Pravilnejša interpretacija je »krilate žuželke, ki žvečijo«. V tem pogledu je ustreznejše staro ime za red, Corrodentia (latinsko rodere - žvečiti + dent - zob).

## Telesne značilnosti
So drobne žuželke z mehkim zunanjim skeletom, ki zrastejo od 1 do 10 mm v dolžino (večinoma 5 mm ali manj). Po vrstah, ki živijo v človekovih bivališčih in spominjajo na prašne delce, so dobile tudi slovensko ime. Na široki glavi imajo dolge, nitaste tipalnice, izbuljene sestavljene oči in obustne okončine, izoblikovane v grizalo. Grizalo je kompleksno zgrajeno - glavni del predstavljajo močne mandibule, del maksil pa je izoblikovan v trdne paličice, ki naj bi po eni teoriji podpirale glavo med prehranjevanjem, po drugi pa sodelovale pri razkosavanju hrane. Glava sama je zelo gibljiva. Dva para membranastih kril z reduciranim številom žil ob mirovanju zlagajo strehasto. Podobno kot pri nogoprelcih, poznamo pri prašnih ušeh forme (oblike) s krili in brez njih, prisotnost oz. odsotnost kril je odvisna od pogojev, v katerih živijo. Pri mnogo vrstah so samci krilati, samice pa brez kril, pri drugih pa imajo osebki znotraj iste populacije različno razvita krila. Vrste, ki živijo v človekovih bivališčih, so po navadi brez njih ali imajo zelo majhna. Protoraks je večji pri nekrilatih živalih. Noge so enostavno zgrajene, prilagojene za tek. Cerkov nima nobena vrsta.
Imajo nepopolno preobrazbo - razen po velikosti, odsotnosti genitalij in kril, se ličinke od odraslih živali ločijo v glavnem po krajših tipalnicah in manjših (relativno) očeh.
Prašne uši so najbolj podobne listnim ušem, a jih od njih enostavno ločimo po dolgih tipalnicah in široki glavi.

## Življenje
Samica po navadi odloži jajčeca v skupinicah ali posamič na rastlinje ali pod lubje, kjer se nato izležejo ličinke. Znani so tudi primeri nespolnega razmnoževanja (partenogeneze) in živorodnosti. Ličinke se tako kot odrasle živali prehranjujejo z lišaji, algami, jajčeci drugih žuželk ali odmrlim organskim materialom. Preden odrastejo se levijo pet- ali šestkrat. Ob vsaki levitvi se povečajo in pridobijo dodatne člene na tipalnicah.
Nekatere vrste so samotarske, druge živijo v majhnih skupinah odraslih živali in ličink. Parjenje se prične s svatbenim plesom, samec nato izloči spermatofor, ki ga samica pobere; hranljive snovi v njem absorbira, spermiji pa jo oplodijo. Na leto se lahko izmenjajo 1-3 generacije.

## Sistematika in ekologija
Red Psocoptera je najbolj soroden zajedavskim ušem, s katerimi tvori monofiletski klad. Vendar če drži nova domneva o sorodnosti zajedavskih uši in družine Liposcelidae znotraj prašnih uši, potem so slednje parafiletska skupina in kot taka v filogenetski sistematiki neveljavna.
Sorodnost več kot tridesetih družin znotraj reda je slabo raziskana. Od treh podredov, Trogiomorpha, Troctomorpha in Psocomorpha, je dokazano monofiletski samo zadnji. Med seboj se ločijo v glavnem po dolžini tipalnic in tarzalnih členih nog.
Večina vrst je tropskih. V Evropi poznamo okoli 100 vrst prašnih uši, poznane so predvsem po predstavnikih, ki živijo v človekovih bivališčih. Nekaterih od tistih, ki živijo v človekovih bivališčih, se je prijelo ime knjižne uši, saj se lahko prehranjujejo tudi s papirjem in lepilom za vezavo. Večina vrst pa živi na prostem, kjer poseljujejo suhe gozdne habitate, najdemo jih tudi v ptičjih gnezdih. Imajo pomembno vlogo pri kroženju snovi v naravi.

### Pomen za človeka
Ekonomski pomen ni bistven. Nekatere vrste uvrščamo med skladiščne škodljivce, ker se prehranjujejo s semeni in izdelki iz semen, kot so kosmiči. Predstavniki rodov Liposcelis in Rhyopsocus so znani kot prenašalci trakulje vrste Thysanosoma actinioides, ki zajeda na ovcah in drugih parkljarjih. Največ škode pa prašne uši povzročajo v entomoloških zbirkah in herbarijih. Ker se prehranjujejo tudi z odmrlim organskim materialom, lahko okužba s prašnimi ušmi pomeni uničenje (včasih zelo dragocenih) prepariranih živali ali rastlin.